# Rile
Il Rile, chiamato anche Riale (Rià in dialetto insubre), è un torrente che scorre in provincia di Varese, nel suo corso attraversa i comuni di Caronno Varesino, Carnago, Cairate, Cassano Magnago, Gallarate e Busto Arsizio.

## Idrografia
Nasce in località Stribiana Superiore in prossimità della Valle del Campo Lungo, nel comune di  Caronno Varesino, successivamente bagna Carnago la frazione Rovate, e le località Carbonolo Superiore, Carbonolo Inferiore e Milanello. A Carbonolo Inferiore il Rile riceve le acque di scolo dell'omonimo laghetto, mentre a Milanello le sue acque in eccesso sono raccolte da due vasche di accumulo ed uso irriguo e con funzione di prevenzione eventi alluvionali, ne esistono altre 3 nel territorio di Cassano Magnago. Superati gli sbarramenti a paratie mobili che ne regolano il flusso, lambisce Cairate e penetra nel territorio di Cassano Magnago. Qui il Rile riceve le acque  del suo vero e unico affluente: il torrente Riofreddo. Esso nasce al confine tra Cassano Magnago ed Oggiona con Santo Stefano ed attraverso una valletta piuttosto incassata, confluisce nel Rile. La sua lunghezza è di 2.5 km; il suo bacino imbrifero è di circa 1.1 km² ed ha una forma piuttosto allungata e stretta. 
In prossimità della confluenza del Riofreddo nel Rile, sono presenti numerosi fenomeni di dissesto come l'erosione delle sponde dei due torrenti che causa frane e voragini franose sulla Collina di Sant'Agnese, che si trova sopra i due corsi d'acqua.
Proseguendo, il torrente Rile entra nel centro abitato di Cassano dove il suo alveo è stato modificato artificialmente con una tombinatura  lunga circa 1.8 km, su cui si è sviluppata la viabilità cittadina (via Dubini, via IV Novembre, via del Lavoro). La copertura del torrente è avvenuta principalmente negli anni ‘30 (circa 1.6 km) ed in parte negli anni ‘80 (ultimi 0.2 km). Immediatamente prima della tratta sotterranea e qualche centinaio di metri più a monte ci sono due sistemi di griglie, uno in Via Buttafava e l'altro in Via Trieste, per evitare che tronchi, sterpaglie e rifiuti ostacolino il regolare deflusso delle acque nel condotto sotterraneo. Lungo tutto il tratto tombinato confluiscono inoltre nel torrente numerosi scarichi di acqua di varia natura.
La portata della parte tombinata, del torrente Rile, può permettere un deflusso di acque fino a 12 m³ al secondo. Se dovessere arrivare una portata superiore, le acque si riversebbero nel centro abitato, provocando danni alle abitazioni e alle attività produttive.
Negli anni '90, prima della realizzazione delle 5 vasche di laminazione, sull'asta del Rile, ci sono state diverse alluvioni, che hanno messo in ginocchio la città.
A valle della tombinatura l'alveo del Rile si presenta pianeggiante ed il torrente prosegue il proprio corso attraversando la parte meridionale di Cassano, sottopassando l'Autostrada A8 Milano-Varese e lambendo Gallarate, confluendo poi, al confine con Busto Arsizio, nelle 3 vasche di spagliamento in cui confluisce anche il torrente Tenore. Le vasche sono state realizzate all'inizio degli anni ‘80 per ovviare ai frequenti allagamenti della superstrada che collega l'autostrada A8 all'aeroporto di Malpensa e dei quartieri a nord del centro di Busto Arsizio (Sant'Anna e Beata Giuliana). Successivamente è stata realizzata anche una condotta sotterranea di circa 6 km per lo svuotamento delle vasche nel fiume Olona nei momenti di grande piena. Questa condotta ha il nome di Rile-Tenore ed interessa i comuni di Busto Arsizio (quartieri Beata Giuliana, Sant'Anna e Santi Apostoli) e di Olgiate Olona, dove sfocia nell'Olona a valle del Molino del Sasso. La portata massima che questa condotta può convogliare nell'Olona è pari a 10 m³/s.
Il torrente Rile interessa il Parco Sovracomunale Rile Tenore Olona (RTO) ed è tutelato dal Consorzio Arno Rile Tenore.

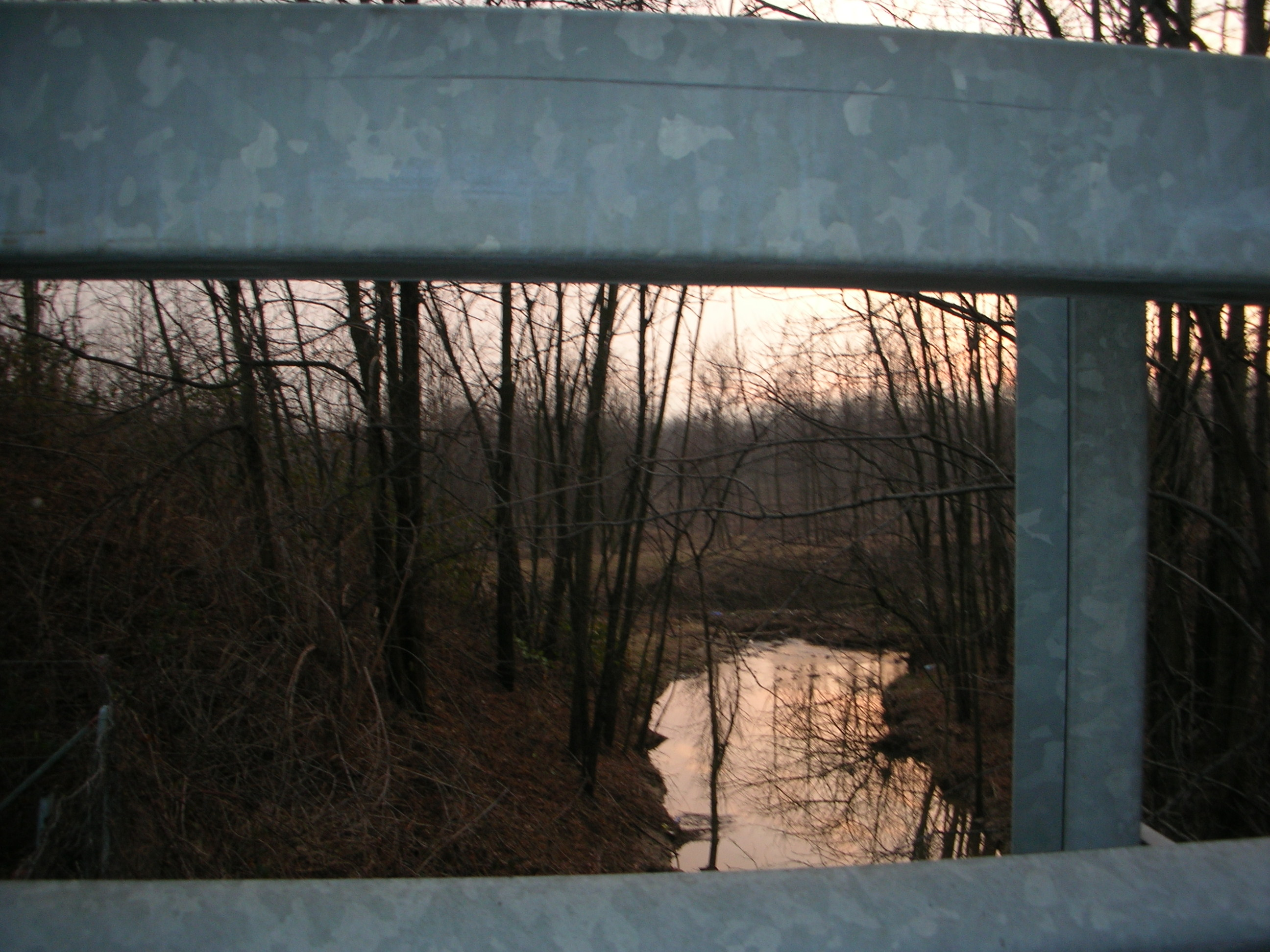
Il Rile visto dall'Autostrada dei Laghi, tra Cassano Magnago e Busto Arsizio

### Regime
Il regime del Rile è tipicamente torrentizio. Il corso d'acqua in periodi di siccità è praticamente privo di una propria portata, eccezion fatta per i numerosi scarichi fognari che vi si immettono. Durante le piogge il torrente si può ingrossare molto rapidamente, e le portate possono superare i 10 metri cubi al secondo. In alcune situazioni eccezionali la portata del Rile, a Cassano Magnago, è arrivata anche a toccare i 30 metri cubi al secondo.

## Parco Rile Tenore Olona
Nel 2006 è stato costituito il Parco Rile Tenore Olona. È limitato a nord dai Comuni di Gazzada Schianno e Lozza; ad Ovest dai Comuni di Morazzone e Caronno Varesino; ad est dai Comuni di Castiglione Olona, Gornate Olona e Lonate Ceppino; a sud dai Comuni di Castelseprio e Carnago. 
Al suo interno si generano numerosi corsi d'acqua, tra cui il Rile e il Tenore. La particolare geologia del territorio permette la nascita di numerosi piccoli torrenti alimentati da acque risorgive e acque piovane. È stato costituito per salvaguardare la flora e la fauna ancora presente lungo il corso del fiume.